# 봉서
봉서(封諝, ? ~ ?)는 중국 후한 말의 정치가이다.

## 개요
184년, 장각은 한왕조를 무너뜨리기 위해 거병하기로 하고,
3월 5일에 낙양을 습격할 계획을 세우고 있었다.
장각은 궁궐내의 환관인 중상시(中常侍) 봉서(封諝)와 서봉(徐奉)을
거병 계획에 끌어들여 그들과 같이 거사하기로 하고,
형주(荊州)와 양주(揚州)에 군사들을 모아놓고 있던 자신의 부하인 마원의를 몰래 낙양에 잠입시켰지만,
장각의 부하인 당주(唐周)가 그 음모계획을 황제직속의 환관들에게 밀고하여, 음모계획은 탄로나게 되었다.
그 결과 마원의는 관군들에 의해 곧바로 체포되어 다음날 시장에서 거열(車裂)형을 받아 처형되었다.

## 다른 보기
- (한자원문) 후한서 권71 황보숭(皇甫嵩)
- (한자원문) 자치통감 권58